# Еуфорија (албум)
Еуфорија је други студијски албум српске музичке групе Буч Кесиди. Албум је објављен 27. новембра 2019. године за издавачку кућу Контра, а доступан је у дигиталном формату.

## Списак песама
Аутори музике и текстова су Лука Рацић и Зоран Зарубица.
| №               | Назив               | Трајање |  |
| 1.              | Субота              | 2:58    |  |
| 2.              | Лаж                 | 2:57    |  |
| 3.              | Ђускање не помаже   | 2:59    |  |
| 4.              | Еуфорија            | 2:53    |  |
| 5.              | Нема љубави у клубу | 3:51    |  |
| 6.              | Идемо до ходника    | 2:19    |  |
| 7.              | Касно је            | 2:40    |  |
| 8.              | Тихо                | 3:19    |  |
| 9.              | Тоне град           | 0:53    |  |
| 10.             | Недеља ујутру       | 3:33    |  |
| Укупно трајање: | Укупно трајање:     | 28:22   |  |

## Успешност албума на топ листама
| Назив листе                                                 | Приређивач листе | Позиција          |
| ----------------------------------------------------------- | ---------------- | ----------------- |
| Балканрок изабрао најбоље у 2019: Топ 25 регионалних албума | Балканрок        | листа без поретка |
| Најбоље од најбољих у 2019                                  | Гле              |                   |
| ТОП 50 најбољих албума у 2019. години                       | Бифор афтер      | листа без поретка |

## Награде и номинације
| Година | Категорија                    | Номиновано дело     | Исход    |
| ------ | ----------------------------- | ------------------- | -------- |
| 2020.  | Алтернативна поп песма године | Нема љубави у клубу | Освојено |

- ИМПАЛА

| Година | Категорија            | Номиновано дело | Исход      |
| ------ | --------------------- | --------------- | ---------- |
| 2020.  | Европски албум године | Еуфорија        | Номинација |

## Рецензије
| Рецензија                                                                               | Оцена  | Аутор рецензије   | Медиј        |
| --------------------------------------------------------------------------------------- | ------ | ----------------- | ------------ |
| Буч Кесиди — „Еуфорија” (2019)                                                          | 9/10   | Милош Цветковић   | Балканрок    |
| Буч Кесиди „Еуфорија” — у раљама новог тинангста                                        | 10/10  | Срђан Страјнић    | Равно до дна |
| Рецензија: Буч Кесиди — „Еуфорија”                                                      | 9/10   | Драгана Ерјавшек  | Стерео арт   |
| Буч Кесиди — „Еуфорија”: Младост не оправдава бесвест                                   | 3/5    | Владимир Марковић | Еспресо      |
| Албум који је поделио критичаре Еспреса: Колико је заиста добра „Еуфорија” Буч Кесидија | 5/5    | Димитрије Војнов  | Еспресо      |
| Буч Кесиди: Глазбена критика партијања и нове химне генерације                          | 4/5    | Патрик Хорват     | Muzika.hr    |
| „Еуфорија” (Буч Кесиди): Ово је издање које ће дати ново велико име на сцени            | 95/100 | Михаел Пинтер     | Ziher.hr     |